# سیارک ۱۱۱۴۹
سیارک ۱۱۱۴۹ (به انگلیسی: 11149 Tateshina، نامگذاری:1997XZ9) یازده هزار و صد و چهل و نهمین سیارک کشف شده‌است که در ۵ دسامبر ۱۹۹۷ کشف شد.
قدر مطلق سیارک برابر ۲۴.۵ است.